# Epigonidae
Famille
Les Epigonidae sont une famille des poissons téléostéens.

## Liste des genres
- Brephostoma Alcock, 1889
- Brinkmannella Parr, 1933
- Epigonus Rafinesque, 1810
- Florenciella Mead et De Falla, 1965
- Microichthys Rüppell, 1852
- Rosenblattia Mead et De Falla, 1965
- Sphyraenops Gill in Poey, 1860